# Fantasy of Flight
A Fantasy of Flight é uma atração relacionada à aviação em Polk City, Flórida, Estados Unidos, que leva os visitantes de volta à era pioneira da aviação, bem como à Primeira e Segunda Guerras Mundiais e além. 

## Visão geral
A atração foi inaugurada em novembro de 1995 e abriga a maior coleção de aeronaves privadas do mundo em exibição. Tornou-se o novo lar de grande parte da coleção de aeronaves do proprietário Kermit Weeks, que antes ficava no "Weeks Air Museum" no "Miami Executive Airport" no condado de Miami-Dade, Flórida, e foram danificados em vários graus pelo furacão Andrew em 1992. Em 6 de abril de 2014, a atração foi fechada ao público, embora ainda se encontre em manutenção e disponível para eventos privados. Em 30 de janeiro de 2015, a Fantasy of Flight abriu uma atração de museu em escala reduzida para exibir algumas de suas aeronaves ao público enquanto o restante das instalações é atualizado e planejado para reabrir em algum momento no futuro.
A Fantasy of Flight foi a única atração no mundo a oferecer demonstrações aéreas diárias (quando as condições climáticas permitem) das aeronaves de sua coleção. A maioria das aeronaves de Weeks está em condições de aeronavegabilidade e ainda pode ser vista voando de uma das pistas de grama das instalações ou de sua pista de hidroavião. A Fantasy of Flight oferece mais aeronaves aeronavegáveis do que as forças aéreas da Áustria, Cuba, Dinamarca, Kuwait, Portugal ou África do Sul. Também recebe mais aeronaves de asa fixa em condições de aeronavegabilidade do que a Royal Navy ou a Indian Navy.

## Instalações
A instalação possui um edifício principal que consiste em dois grandes hangares (chamados "Norte" e "Sul") para a exibição de aeronaves, lojas de restauração, ambientes de imersão, uma loja de presentes e o "Compass Rose Diner" com tema Art Déco. Do lado de fora do prédio principal, em frente à entrada, fica o novo percurso de cordas e tirolesa conhecida como "Wing Walk Air".
Fora dos hangares existe um asfalto adjacente e duas pistas de relva. No lado norte das pistas, há um hangar de manutenção e instalações para conferências. Um "lote posterior" a sul do complexo principal contém armazéns e instalações de armazenamento e restauração. Mais instalações de armazenamento estão localizadas no Broadway Blvd e são abertas ao público como parte da turnê. O Lago Agnes também está na propriedade para permitir as operações de hidroavião, com uma área de pouso/decolagem designada como: 18/36 e uma rampa para taxiway na costa leste.

## Galeria

Algumas atrações da Fantasy of Flight.
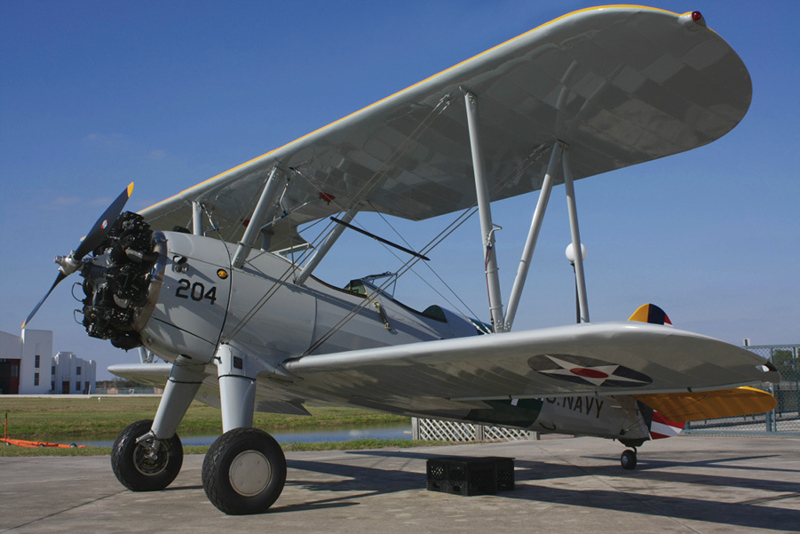
Boeing PT-17 Stearman
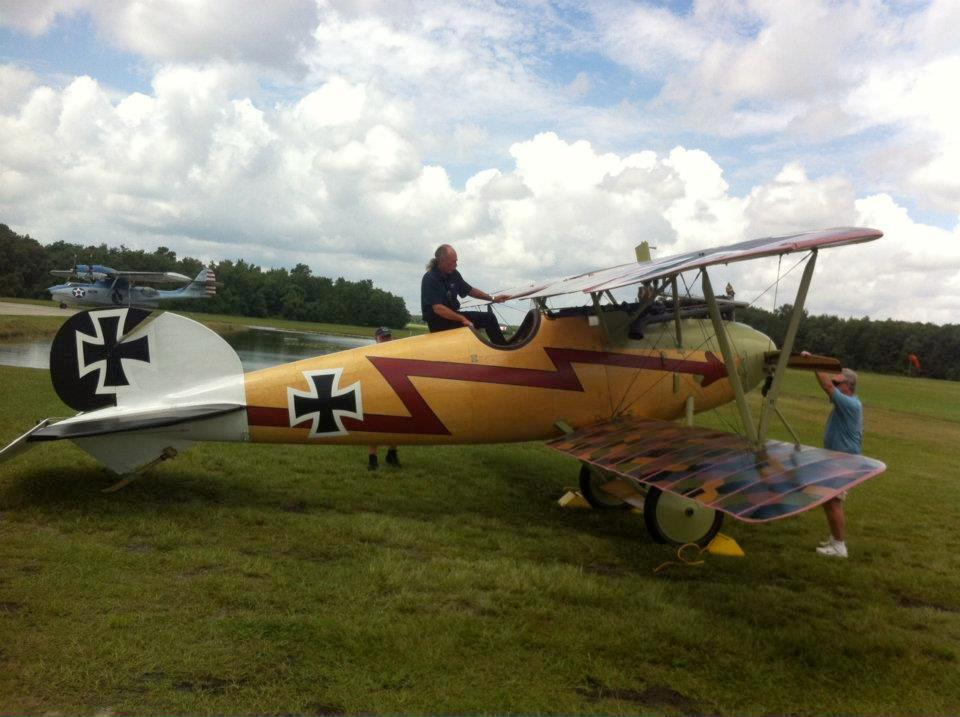
Albatros D.Va
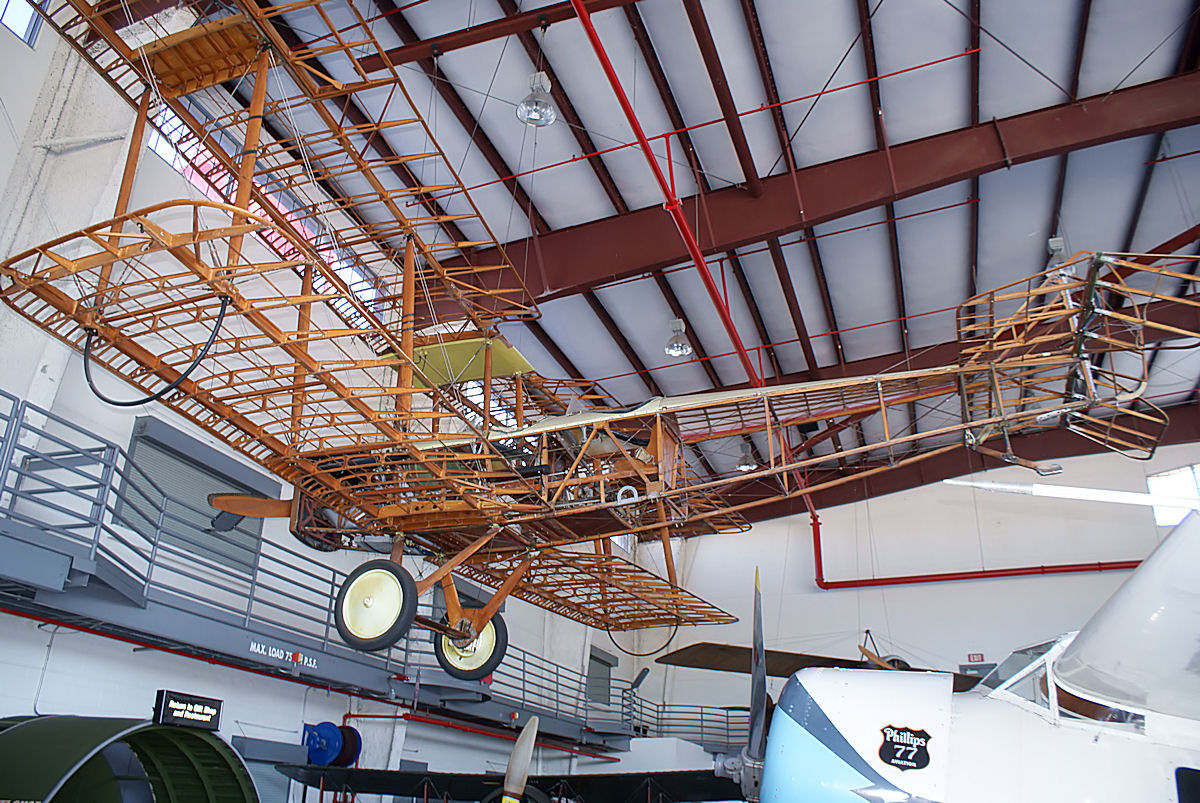
Standard J-1
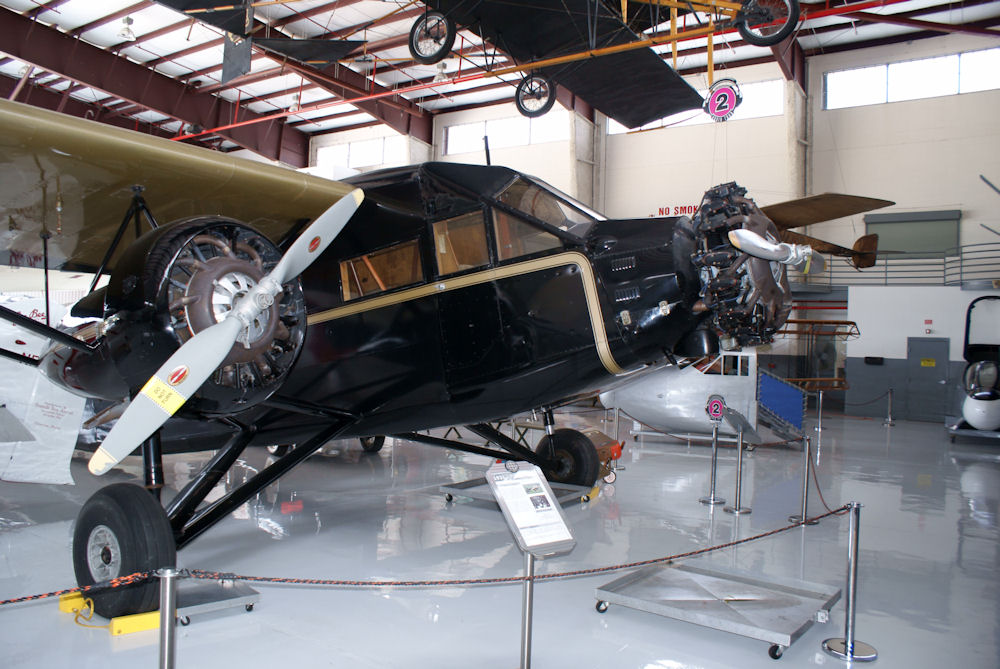
Stinson Tri-Motor
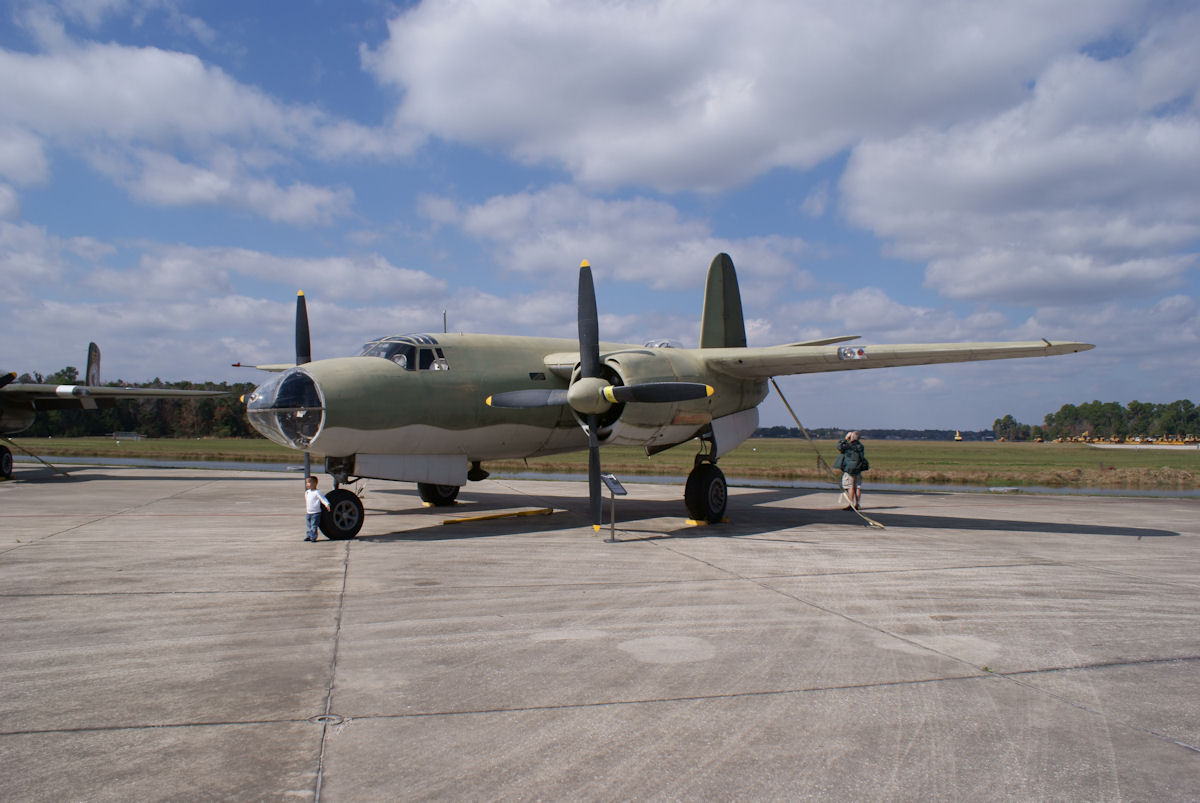
B-26 Marauder
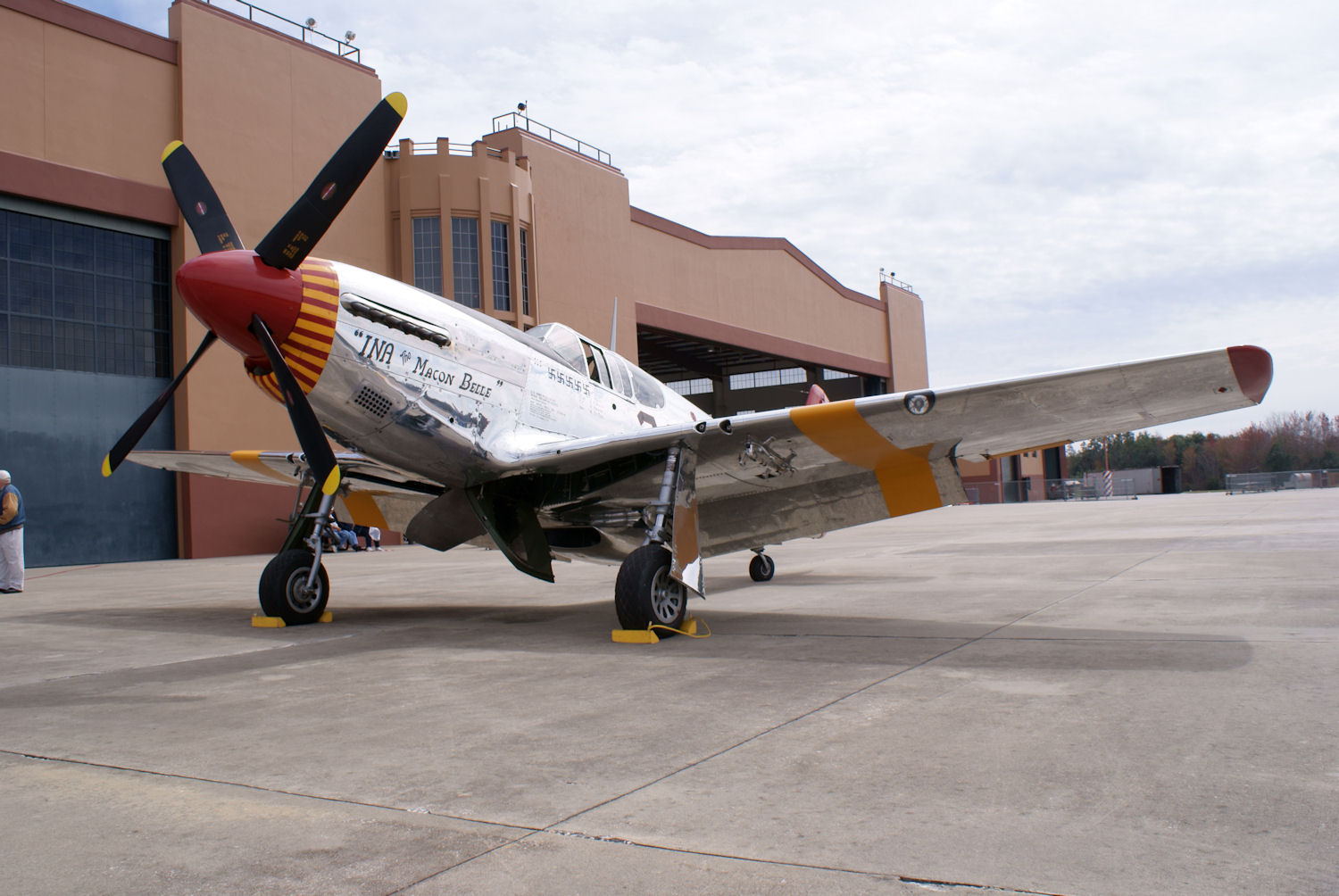
P-51C Mustang
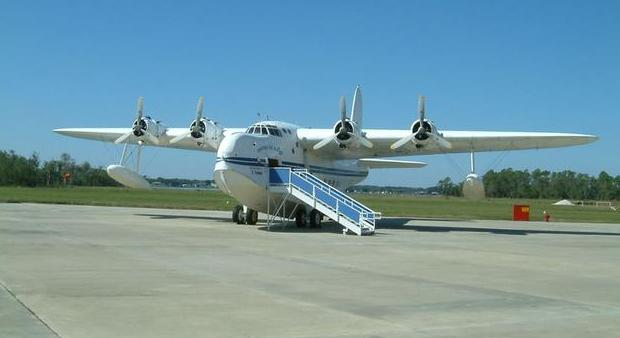
Sunderland
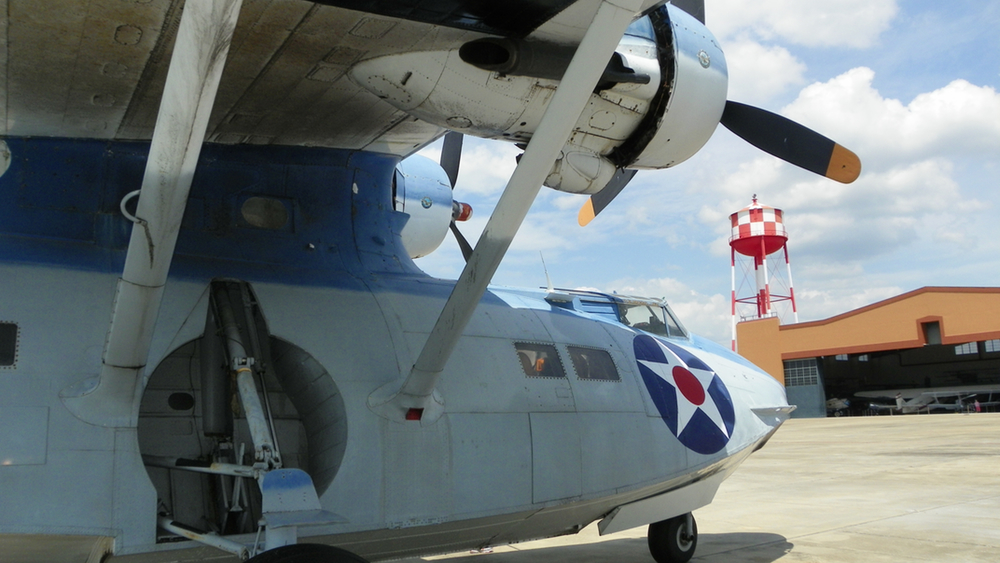
PBY Catalina
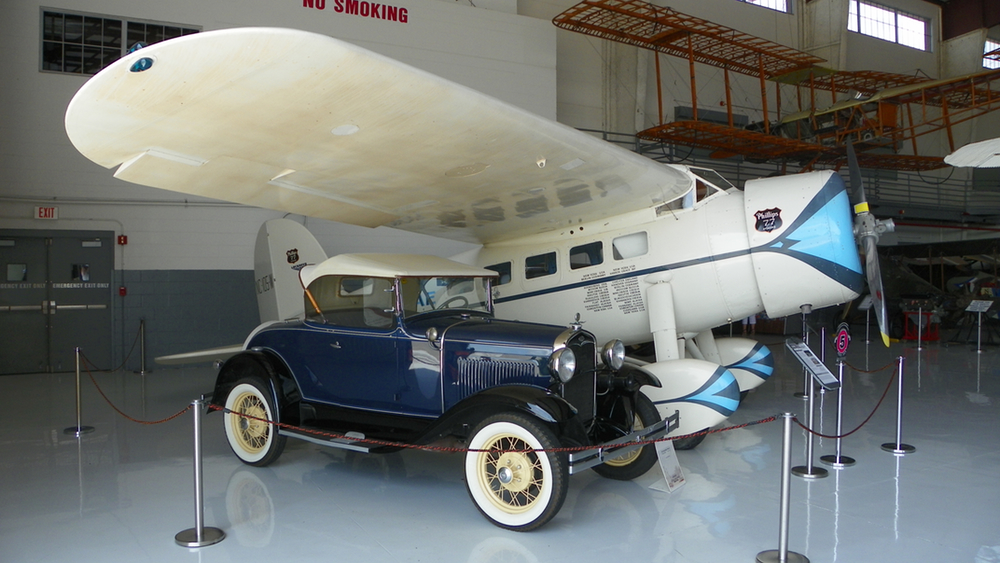
Lockheed Vega